# Giovanni Michelucci
Giovnni Michelucci (n. 2 ianuarie 1891, Pistoia, Toscana, Italia – d. 31 decembrie 1990, Florența, Italia) a fost un arhitect italian.